# Zbirka Romac u Bolu
Kulturno-povijesna zbirka Romac u mjestu Bolu, predstavlja zaštićeno kulturno dobro.

## Opis dobra
Kulturno-povijesna zbirka Romac (koja broji 520 predmeta) rezultat je dugogodišnje sakupljačke (u prvome redu putem otkupa) djelatnosti srednjoškolske profesorice Biserke Romac, koja je Zbirku donirala Općini Bol. Općina je otkupila kuću Romac, u kojoj je Zbirka smještena te u njoj planira začetak budućega zavičajnog muzeja. Zbirka Romac nastala je ujedinjavanjem predmeta obitelji Vusio, Brešković Žuljević i Radić iz Bola, Bulić iz Solina, Čečuk iz Omiša te Vlajki iz Orašca kod Dubrovnika. Time Zbirka svjedoči o obiteljskim vezama, ali i o društvenim mrežama i gospodarskim procesima koji su obilježili povijest dalmatinskih obitelji i lokalnih zajednica, što zorno potkrjepljuju i brojne sačuvane fotografije. Temelj Zbirke predstavljaju predmeti iz obitelji Vusio (Vužić), bolske obitelji koja se istaknula u borbama protiv Turaka i time stekla plemstvo polovicom 17. stoljeća. Vužići tvore osnovicu za brojne lokalne legende i sastavnica su bolskoga kulturnog identiteta. U odnosu na predmete obitelji Vusio, oni koji potječu od obitelji Brešković Žuljević (koji su do Drugoga svjetskog rata u kući Romac imali pekaru) te Radić odraz su skromnijega načina življenja u Bolu u prvoj polovici 20. stoljeća pa tako kombinacija ovih dviju zbirki ukazuje na kompleksnost i bogatstvo materijalne kulture te međusobne utjecaje različitih društvenih slojeva. Za poznavanje kulturne povijesti Dalmacije značajni su predmeti koji su pripadali don Frani Buliću, a koji su u Zbirku uključeni obiteljskim vezama. Prikupljeni predmeti oslikavaju kulturu stanovanja na prijelazu iz 19. u 20. stoljeće. Sačuvan je namještaj (škrinje, stolci, ladičar, okviri za slike) u kojemu se ocrtava bogatstvo pojedinih dalmatinskih obitelji i brojno posuđe te kuhinjski pribor. Dio predmeta vezan je uz rukotvorne vještine (predmeti za obradu vune, odjeća, prekrivači), a sačuvani su i predmeti vezani uz pučku pobožnost. Kulturno-povijesnim zbirkama poput Zbirke Romac slijedi se povijesni tijek i promjene u kulturi zajednice, iščitava se identitet zajednice. Kroz prikupljene predmete može se upoznati i nematerijalna kulturna baština Dalmacije.

## Zaštita
Pod oznakom Z-6009 zaveden je kao pokretno kulturno dobro - zbirka, pravna statusa zaštićena kulturnog dobra, klasificirano kao "ostalo".